# Utkinton
Utkinton är en ort och tidigare civil parish, i Utkinton and Cotebrook, i distriktet Cheshire West and Chester, Storbritannien. Den ligger i grevskapet Cheshire och riksdelen England, i den södra delen av landet, 250 km nordväst om huvudstaden London. Utkinton var en civil parish 1866–2015 när blev den en del av Utkinton and Cotebrook och Tarporley. Civil parish hade 706 invånare år 2011.